# 原子力発電所反対デモ

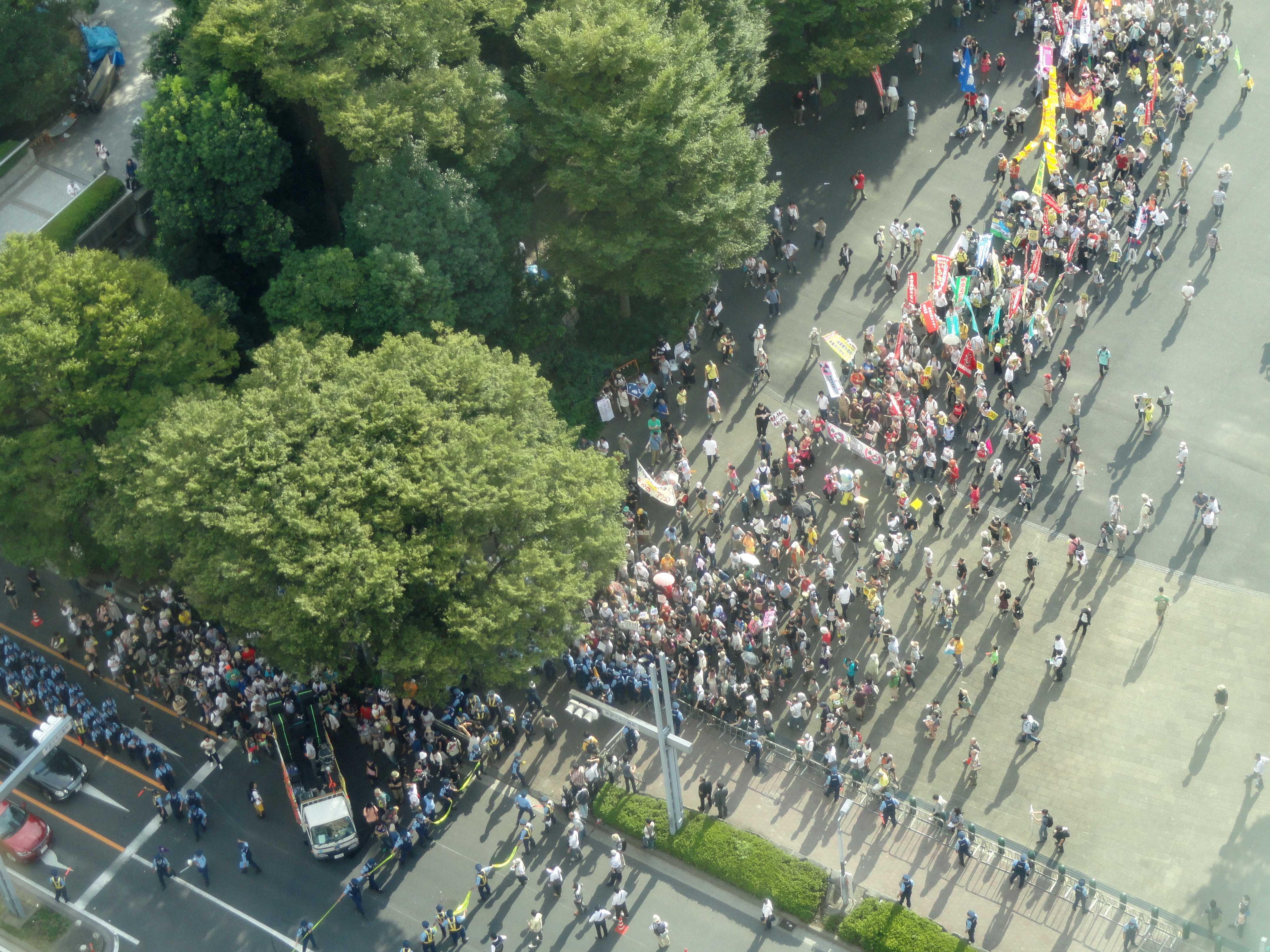
東京・新宿での反原発デモ　「9・11原発やめろデモ」にて（2011年9月11日）

原子力発電所反対デモ（げんしりょくはつでんしょはんたいデモ）とは、原子力発電所の新設や既存の原子力発電所の存続、停止中の原子力発電所の再稼働等に反対するデモ活動である。反原発デモや脱原発デモとも言う。

## 概要

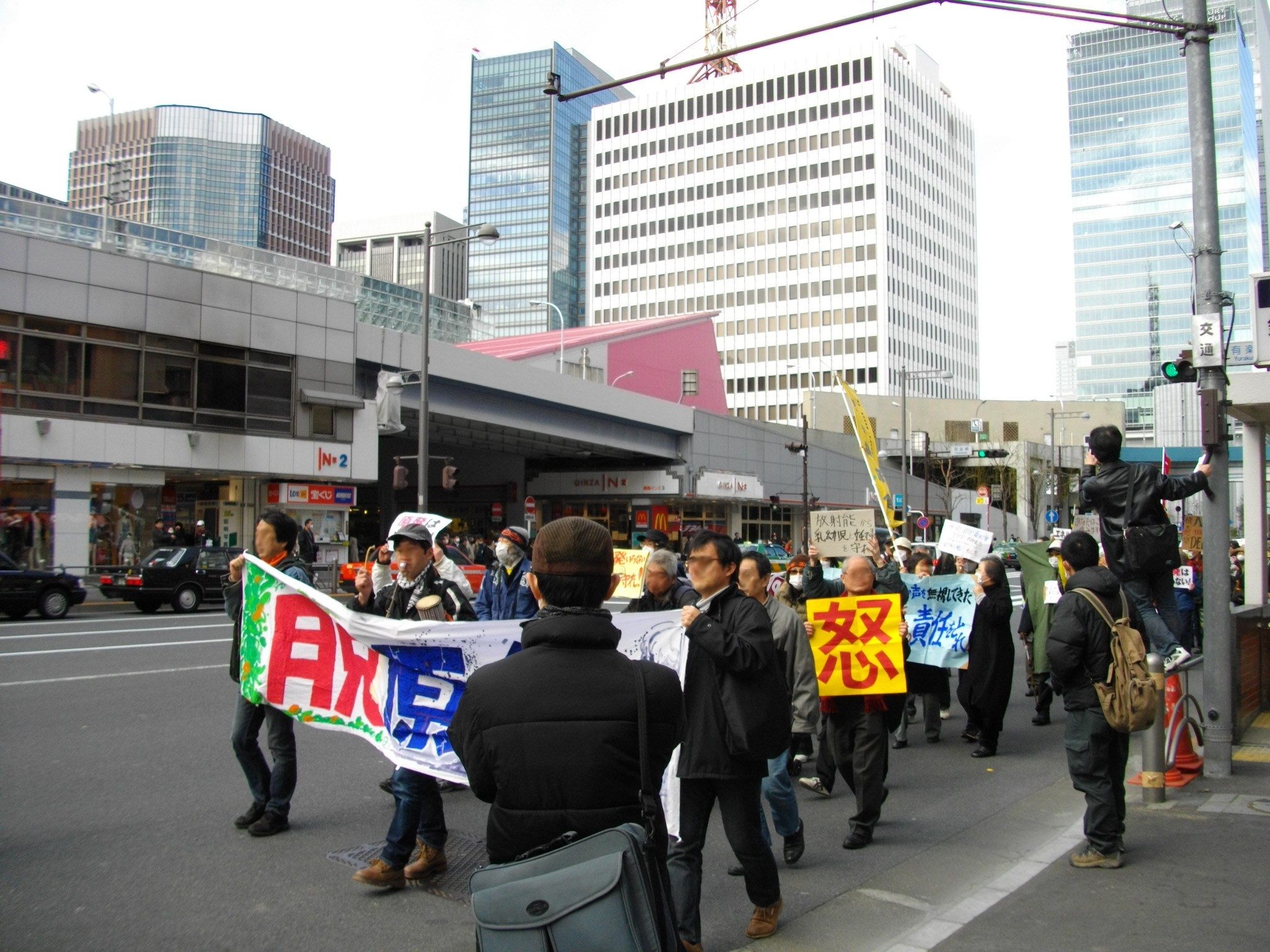
東京での反原発ラリー（2011年3月27日）

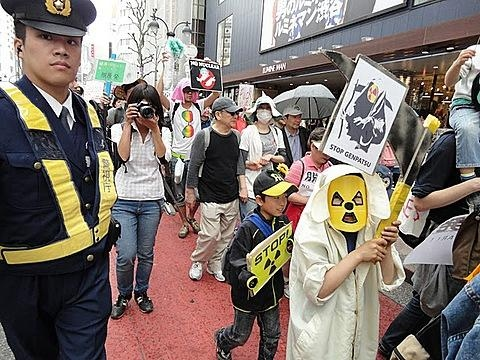
VOA Herman 東京での反原発デモ（2011年4月16日）

日本の原子力発電所反対デモは、1970年代以降の原発建設予定地周辺における建設反対運動の他、都市部での原子力発電所反対デモとして、原子力発電所事故が発生した際に盛り上がる例が多い。1986年（昭和61年）4月26日に旧ソ連（現ウクライナ）で発生したチェルノブイリ原子力発電所事故の際には、多くの運動が生まれた。

## 東日本大震災による原発反対デモ
2011年（平成23年）3月11日の東北地方太平洋沖地震を主因に福島第一原子力発電所事故が発生すると、地震による原子力事故への危惧が高まり、東京や福島県浜通りなど全国各地で、原発の廃止を求めるデモ活動が行われるようになった。
なお東日本大震災の後に初めて再稼働したのは、2015年8月11日の川内原子力発電所1号機である。

### 大規模デモの開始
2011年3月18日東京電力本社の前で活動家3人がトランジスタメガホンを手に福島第1原発に関する声明を読み上げ、参加者が増えていった。同年3月20日に東京・渋谷で、同月27日には銀座で大規模なデモが行われ、いずれにも約1000人が集まったと報道された。
同年3月27日には、名古屋にて『脱原発を歩こう！～ストップHAMAOKAぱれーど～』が行われ、一時間弱のパレードを開催し、約400人が集まった。4月10日には、東京で2つの反原発デモが行われ、それぞれ芝公園では2500人、高円寺では主催者発表で1万5千人、ロイターによれば5千人（どちらで行われたデモかは不明）が参加した。6月11日には新宿で主催者発表で約2万人が参加するなど、「6・11脱原発100万人アクション」としてデモやイベントが全国各地で開かれ、参加者は合わせて朝日新聞によれば7万9千人と報じられた。同日、宮崎駿もスタジオジブリのある東小金井でデモを行っており、スタジオジブリの屋上では同月16日から、「スタジオジブリは原発ぬきの電気で映画をつくりたい」と書かれた横断幕が掲げられた。
同月19日には東京・明治公園で、ノーベル賞作家大江健三郎らが呼びかけてデモが行われた。

### 反原発右派
「山河を守れ」「国土を汚すな」「核の平和利用反対（原発やめて核武装を）」などと保守派や民族派、右翼団体からも、反原発デモや団体に同調したり、参加したりする場面も出てきた。一部の右翼団体が「祖国を荒廃させるリスクがある原発依存体質からの脱却」を主張し、2011年7月から11月にかけて「右から考える脱原発集会&デモ」と称して集会・デモ行進を実施したことを、公安調査庁は指摘している。また民族派の新右翼・鈴木邦男は、脱原発を唱える環境団体グリーンアクティブの賛同人に名前を連ねた。
2012年（平成24年）7月20日には、保守派の論客勝谷誠彦が大飯原発再稼働に反対する首相官邸前デモに参加。同年7月29日にはかつて警察官僚として過激派対策を担った亀井静香が国会議事堂を取り囲む反原発集会に参加。両名とも、デモの集会では原発再稼働を批判するスピーチを行っている。7月13日の官邸前デモに同行取材したジャーナリストによると、デモには日の丸を掲げるグループもあり、統一戦線義勇軍は「子供たちの命と麗しき山河を守れ」と大書した旗を掲げたという。後に統一戦線義勇軍の参加については左派からクレームが出され、別個に行動することとなった。

### 経産省前テントひろば
原子力発電所の廃止を日本政府に求めることを目的として、2011年（平成23年）9月11日に東京都千代田区霞が関の経済産業省庁舎敷地内の一角に本来違法である国有地を占有するテントが設営された。以降は24時間体制での泊り込みや議論、交流、行動する場となっている。テントの設置の淵源については原発の再稼動中止を求める市民団体らが、2011年9月11日に行われた抗議活動「人間の鎖」の一環としてテントを張ったことがきっかけとなり始まっている。
2012年（平成24年）1月24日には経済産業大臣・枝野幸男より退去命令が出された。
2013年（平成25年）3月29日、経済産業省はテントを設置している市民団体に対して立ち退きを求めて東京地方裁判所に提訴した。
2015年2月26日、東京地方裁判所は、「表現の自由の行使という側面はある」としながらも、「国が明け渡しを求めることは権利の乱用ではない」として、テントの撤去や過去の土地使用料として、被告側に1440万円の支払いを命じる判決をした。被告側は、「テントは脱原発運動そのものだ。日本の原発が全部なくなるまで頑張る」と撤去に応じない考えを示し、控訴を表明したが東京高裁は同年10月26日に控訴を棄却し賠償金支払いの仮執行宣言も言い渡した。被告側は上告と仮執行停止の申立てを表明したが、仮執行停止は即時に却下された。
2016年7月28日、最高裁判所が上告を棄却。テントの撤去と約3800万円の支払いが確定した。
2016年8月21日未明、東京地裁の強制執行により、テントは除去された。

### さようなら原発10万人集会
2012年（平成24年）7月16日「さようなら原発10万人集会」と銘打ったデモが、東京都渋谷区の代々木公園で開かれ、警視庁関係者によると約7万5千人が参加した。

### 紫陽花革命・金曜デモ
2012年（平成24年）6月頃にストレステストの2次評価を待たずに大飯原発の再稼働を進めようとする動きに反対して規模が拡大した原子力発電所反対デモが、野田政権打倒の主張にまで発展したことから、アラブ世界各国の民主化運動「アラブの春」における「ジャスミン革命」になぞらえて、「紫陽花革命」と呼ぶ人たちも現れた。賛同者が毎週金曜日に首相官邸前に集結して原発再稼働の反対を訴えた。言葉のそもそもの起こりは、いとうせいこうが東日本大震災直後の2011年9月11日、「9・11原発やめろデモ」で行なった詩『廃炉せよ 廃炉せよ 廃炉せよ』の朗読の中でデモ隊を“君たちは路上の花だ、蛇行して咲く植物だ”と詠んだことに始まるという。
7月29日の集会は参加者が10万人単位にまで膨れ上がり、人々が機動隊の規制を突破して国会議事堂正門から内堀通りに伸びる車道を埋め尽くした。

### 「団扇で脱原発」プロジェクト
関西の反権力的な市民活動家は原子力発電所を批判するメッセージが記載された団扇を作成し、関西を中心に団扇を配布することによって反原発を訴える市民活動を行い、様々な報道機関から取材を受けた。

### 葬式デモ
「いのちを守るデモ」プロジェクトは、高度に放射能汚染がされている被災地に居住し続けると死亡する可能性が高いと主張し、2011年10月18日に大阪府内で「葬式デモ」を実施した。

### 首都圏反原発連合
首都圏反原発連合は、脱原発を訴えて毎週金曜夜に首相官邸前デモを2021年まで続けた。

### 賛同
- 批評家の柄谷行人は、「反原発デモが日本を変える」という論考を書いて、「デモをすることが当たり前だというふうになればいい」と述べた[44]

- 大学教授の小熊英二は、後のSEALDsなどデモの文化を定着させたと評価した[45]。

- 竹田恒泰は、原発が二酸化炭素を排出しないというのは嘘と指摘。また、放射能廃棄物の排出を憂慮し、原発はリニューアルせずにGTCC（新型火力発電所＝ガスタービン・コンバインドサイクル発電プラント）を推奨している[46]。

### 批判
- 自由民主党幹事長の石原伸晃は「アナーキー（無政府主義的）で代替エネルギーのことを考えていない」と発言した[47]。

- 福島民友新聞は「福島差別」を助長した側面を批判している。デモでは福島の悲惨さを誇張した差別発言がしばしば行われていた[48]。

- 東浩紀は自身は事故当時は脱原発派だったとしつつも、2014年に「福島をモンスター化している」「『放射能が怖い』とか『福島が怖い』とか、モンスター化している人たちだけが福島に関心を持っていて、他の人たちは福島のことを忘れつつあるという状態になっている」[49]、10年後の2021年には「首相官邸の前であれだけ人を集め、メディアも取り上げてきたのに、何も残っていない」と述べている[50]。

- 自民党「脱炭素社会実現と国力維持・向上のための最新型原子力リプレース推進議連」会長稲田朋美は、新型原子炉への更新を推進する事を政府に求めた[51]。

- プレカリアート活動家の雨宮処凛は、従来は路上パーティーのような祝祭的なものだったデモ界隈が、東日本大震災の反原発デモのあたりから雰囲気が変わり不寛容なリベラル化していったという[52]。

#### 事件
2011年（平成23年）9月11日には新宿でデモが行われたが、参加者が機動隊員らの顔を殴ったことや車道で行進していたデモの隊列を歩道に広げたとして、公務執行妨害や公安条例違反の疑いで12人が逮捕されている。

#### 公安調査庁の見解
公安調査庁は、2011年（平成23年）の動向として、“中核派や革マル派などが、反原発運動の高まりを好機と見て反原発を訴えながら活動を活発化させる一方で自派の機関紙やビラを配布するなどの宣伝活動に取り組み勢力拡大を図っている”と見ている。
2011年3月31日には約100人による東京電力に対する抗議デモが行われたが、行進を停滞させるなど、デモの許可条件や警察官の警告に反する違法な先導をしたとして、警視庁公安部が中核派の活動家3人を逮捕したという。なお、公安当局によれば6月11日のデモには革マル派・中核派や日本共産党系の原水爆禁止日本協議会が背後にいたという。

#### 反原発デモに対するカウンターデモ（原発推進デモ）
“行動する保守”諸団体は“原子力発電所の停止で電力不足に陥るから代替エネルギーが確保できるまでは原発の再稼動による電力確保が必要”と主張してデモ活動を行った。福島第一原子力発電所事故の影響で社会問題化した電力不足については「在日韓国・朝鮮人の基幹産業であるパチンコ業界こそが電力を浪費している」などとして、パチンコ・パチンコ店全廃を訴えた。
2012年（平成24年）9月25日には「原発推進国民会議」（幸福実現党系の市民団体。代表者も幸福の科学の会員）が首相官邸前で「政府に原発推進を求める集会」を開催。この集会には約1000人が参加したと幸福の科学出版のザ・リバティ（電子版）が報じている。
2013年8月24日に東京都日野市万願寺において「原発再稼働推進デモ」が実施された。

## 海外

### 台湾
2011年3月20日に日本の福島第一原発で放射能漏れが起こった為に台湾首都の台北市で四基目になる新規の原子力発電所の増設に反対及び現存している原発の総点検を求めるデモが行われた。デモ参加者は主催者発表では約5000人で警察発表では約2000人で参加者には元行政院長（行政の長の役職で日本では総理大臣に値する）や野党・民進党の政治家も参加していた。

### ドイツ
ドイツでは2011年3月26日から3月27日にかけてベルリン、ハンブルク、ミュンヘン、ケルンなどの大都市で反原発デモが開催され、約25万人が集まったと報道されている。

### フランス
フランス社会党は2012年、福島第一原発事故発生後の世論の高まりを受け数十年来の原発推進政策を転換し、今後20から30年で原発を廃棄する方針へと転じ、2012年フランス大統領選挙では、フランス社会党の支持を受け、「減原発」を訴えるフランソワ・オランドが現職のニコラ・サルコジ大統領を破り、大統領に当選した。

### 南アフリカ
2017年11月、南アフリカでは国内2か所目となる原子力発電所の建設が承認され、環境保護団体のグリーンピースの活動家らがプレトリアでデモを行った。